# Johan Paues (1876–1942)
Johan Teodor Paues, född 19 april 1876 i Acklinga församling, Skaraborgs län, död 3 maj 1942 i Bromma församling, Stockholm
, var en svensk diplomat och direktör.

## Biografi
Paues var son till fanjunkaren Johan Wilhelm Paues (1837-1920) och Gustava Anderson samt bror till filologen Anna Paues och industrimannen Erik Paues. Efter avgångsexamen från KTH:s bergskola 1898 hade han ingenjörsbefattningar i Sverige, Finland, Tyskland, Ryssland och England 1898-1909 tills han blev handelsattaché i Buenos Aires 1909. Paues var därefter direktör för gruvbolaget Dunderland Iron Ore Co Ltd i London 1911. Begåvad med duglighet och förmåga att "ta folk" utnämndes han 1913 till chargé d’affaires och generalkonsul i Rio de Janeiro. Han blev ministerresident där 1918 och tillförordnad envoyé 1920. Efter att 1921 utnämnts till envoyé, försattes Paues 1936 i disponibilitet, varvid han bosatte sig i Stockholm och levde där till sin död 1942.
Han var gift första gången med Elin Elisabeth Holopainen (död 1909). Paues gifte sig för andra gången 1911 med Kari Falster (1886-1972), dotter till N. C. U. Falster och Marie Christina Næss. Paues är far till bergsingenjören och generalkonsuln Johan Paues (1913-2010),, advokaten Elin Lauritzen (1916-2006), och direktören Nils Paues (född 1919). Paues avled 1942 och gravsattes 1972 på Djursholms begravningsplats.

## Utmärkelser
Paues utmärkelser:
- Kommendör av 1. klass av Nordstjärneorden (KNO1kl)
- Kommendör av 2. klass av Vasaorden (KVO2kl)
- Storkorset av Finlands Vita Ros’ orden (StkFinlVRO)